# Mîkîteanî, Mîronivka
Mîkîteanî (în ucraineană Микитяни) este un sat în comuna Iahnî din raionul Mîronivka, regiunea Kiev, Ucraina.

## Demografie
Componența lingvistică a localității Mîkîteanî
     Ucraineană (98,96%)
     Rusă (1,04%)
Conform recensământului din 2001, majoritatea populației localității Mîkîteanî era vorbitoare de ucraineană (98,96%), existând în minoritate și vorbitori de rusă (1,04%).